# 小行星3535
小行星3535（3535 Ditte）是一颗绕太阳运转的小行星，为主小行星带小行星。该小行星于1979年9月24日发现。

## 轨道参数
小行星3535的轨道半长轴为2.2985332 UA，离心率为0.185。